# Systasis tena
Systasis tena är en stekelart som beskrevs av Heydon 1995. Systasis tena ingår i släktet Systasis och familjen puppglanssteklar. Inga underarter finns listade i Catalogue of Life.